# Saint-Ouen (Caen)
Pour les articles homonymes, voir Saint-Ouen.
Saint-Ouen, autrefois appelé Villers, est un quartier de Caen.

## Géographie
Selon la ville de Caen, le quartier est délimité par :
- au nord, les rues Guillaume le Conquérant et Caponière ;
- à l'ouest et au sud, le boulevard Yves Guillou ;
- à l'est, l'avenue Albert Sorel et la place Louis Guillouard.

Le quartier peut-être divisé en deux parties : à l'ouest de la rue Saint-Ouen, le quartier de Saint-Ouen proprement dit et à l'est le secteur dit Caponière.

## Histoire

### Préhistoire et antiquité
Des fouilles menées en 1978 autour de l'église Saint-Ouen ont permis de prouver que le site est occupé dès le néolithique final. C'est donc le plus ancien site occupé sur le territoire actuel de Caen. Ce site n'est plus occupé à l'époque antique. Du Ier au IIIe siècle, un bourg se développe en revanche à l'emplacement de l’actuelle abbaye aux Hommes, à proximité d'une voie romaine reliant Augustodurum (Bayeux) à Noviomagus Lexoviorum (Lisieux). Ce bourg n'était qu'un vicus sans fonctions politiques ou administratives, ce rôle étant attribué à Aregenua, capitale des Viducasses située à une quinzaine de kilomètres au sud de Caen. Les fouilles menées de 1979 à 1981 dans l’enceinte de l’ancienne École Normale ont permis de mieux cerner l'organisation du vicus gallo-romain. Sa vocation était essentiellement artisanale : four de tuilier et son habitation, une installation de tanneur avec son réseau de fosses et les vestiges d’un atelier de tabletterie avec de nombreux éclats d’os. Les fondations de la cella d’un fanum ont également été découverts lors des fouilles de la salle des gardes, près de l’hôtel de ville, et ont été conservés. De plan rectangulaire (6,2 m x 5,25), cette cella était constituée de pierres sèches grossièrement équarries et revêtues à l'extérieur d'un enduit peint. Il semble qu'un fragment de mur trouvé à 4,5 mètres de la cella corresponde au péribole du temple. Le vicus longeait toutefois l'Odon jusque dans le secteur de la rue Caponière. Les vestiges d'un système de drainage ayant été retrouvés sur le site de l'actuel établissement public de santé mentale de Caen (Bon-Sauveur), il est vraisemblable que le terrain ait été divisé à cette époque en petites parcelles séparées par des canaux de drainage se déversant dans le grand Odon. La vocation exclusivement agricole des lieux demeure pendant le haut Moyen Âge ; la présence d'un cimetière dans ce secteur à l'époque mérovingienne est possible, mais reste une hypothèse à démontrer{

### Moyen Âge et époque moderne
En 1067, Guillaume le Conquérant fonde l'abbaye aux Hommes. Le hameau de Villers est mentionné pour la première fois au XIe siècle. Dans la charte de fondation octroyée à l'abbaye, le territoire de Villers est incorporé à Bourg-l'Abbé. L'église est fondée dans les années 1070, lors de la translation des reliques de saint Ouen de Rouen à Rots, et son patronage est donné à l'abbaye dans une deuxième charte en 1077. Il ne s'agit à l'origine que d'une succursale. La première référence à la paroisse Saint-Ouen apparait en 1494.
Les moines de l'abbaye sont les décimateurs du hameau. La moyenne et basse justice sur le faubourg,qui fait partie de l'exemption de l'abbaye, appartient également aux religieux ; la haute justice en revanche est du ressort de la vicomté de Caen.
Le faubourg subit probablement de dommages lors des deux sièges de la ville par les Anglais en 1346 et 1417.
Le village est traversé par le Petit et Grand Odon. Le terrain, régulièrement inondé, est marécageux. Les habitants de la ville surnomment donc ceux de Saint-Ouen « les boureaux » (petits canards en patois normand).
En 1577, le cardinal Farnèse, alors abbé de Saint-Étienne, offre aux Capucins le territoire du prieuré de Brécourt dans la paroisse Saint-Ouen de Villers pour y fonder un couvent. Les frères sont chassés lors de la Révolution.
L'ordonnance du 12 juillet 1791, qui réduit le nombre des paroisses caennaises de treize à sept, incorpore à la paroisse Saint-Étienne celle de Saint-Ouen ; l'église conserve la qualité de succursale.

### Époque contemporaine
En octobre 1804, les Filles du Bon Sauveur, communauté fondées au XVIIIe siècle à Vaucelles, font l'acquisition de l'ancien couvent des Capucins pour accueillir des aliénés d'abord féminin, puis des deux sexes à partir de 1820 ; sous l'impulsion de Pierre-François Jamet, l'asile reprend rapidement son essor et les bâtiments sont régulièrement agrandis.

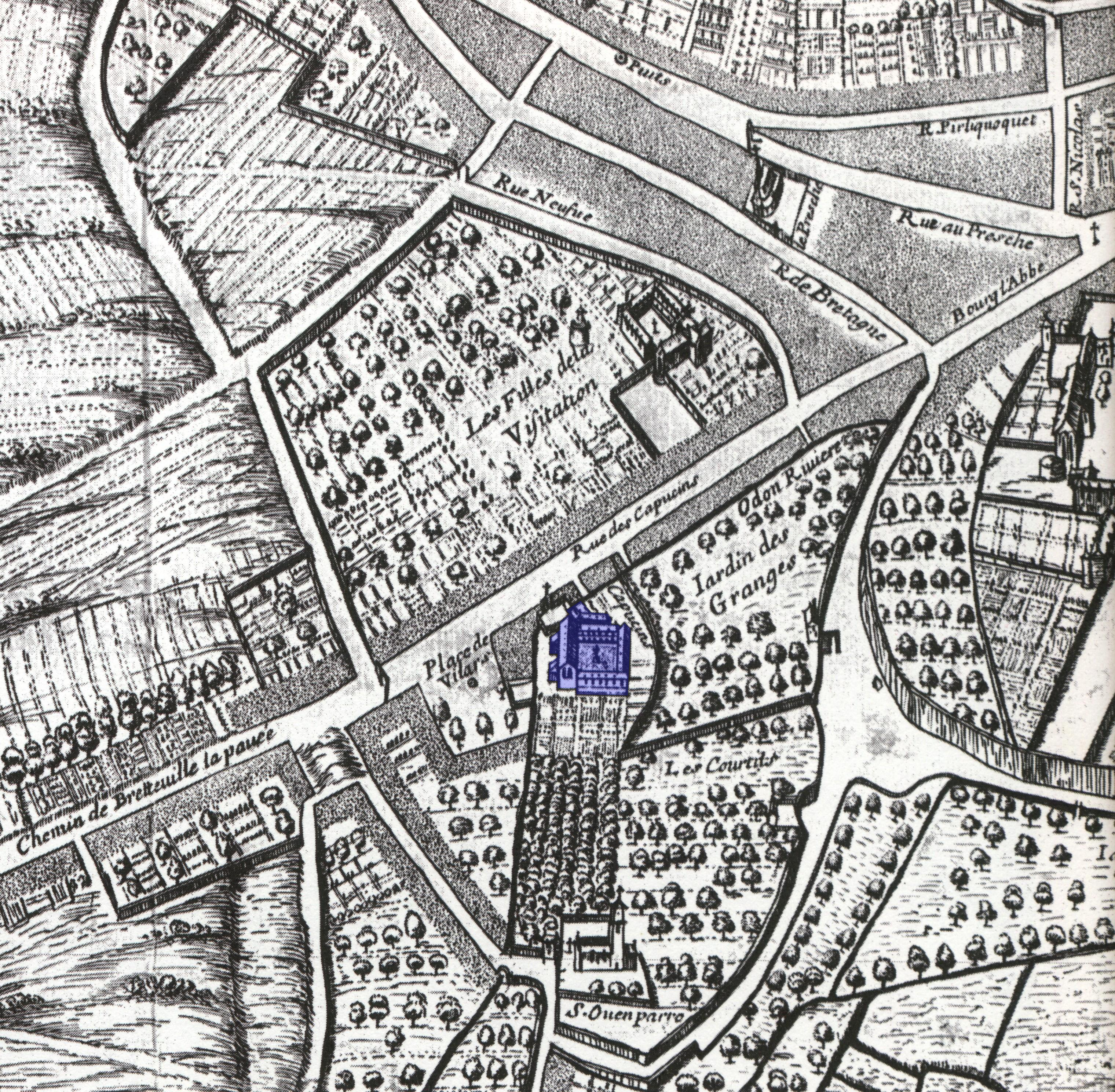
Le couvent des Capucins (en bleu) en 1672
Saint-Ouen en 1870

## Monuments historiques
Sont énumérés dans cette liste les monuments historiques du quartier Saint-Ouen.
| Monument                              | Adresse               | Coordonnées                        | Notice         | Protection     | Date                | Illustration                          |
| ------------------------------------- | --------------------- | ---------------------------------- | -------------- | -------------- | ------------------- | ------------------------------------- |
| Ancienne abbaye aux Hommes            |                       | 49° 10′ 54″ nord, 0° 22′ 23″ ouest | « PA00111124 » | Classé Inscrit | 1840-1911 1927-1928 | Ancienne abbaye aux Hommes            |
| Chapelle du Bon Sauveur               | 93 rue Caponière      | 49° 10′ 44″ nord, 0° 22′ 41″ ouest | « PA14000064 » | Inscrit        | 2006                | Chapelle du Bon Sauveur               |
| Ancien asile d'aliénés du Bon Sauveur | 13 bis rue Saint-Ouen | 49° 10′ 39″ nord, 0° 22′ 41″ ouest | « PA14000086 » | Inscrit        | 2010                | Ancien asile d'aliénés du Bon Sauveur |
| Église Saint-Ouen                     | Rue Saint-Ouen        | 49° 10′ 38″ nord, 0° 22′ 36″ ouest | « PA00111138 » | Inscrit        | 1928                | Église Saint-Ouen                     |
| Immeuble                              | 15 rue Caponière      | 49° 10′ 55″ nord, 0° 22′ 31″ ouest | « PA00111157 » | Inscrit        | 1973                | Immeuble                              |
| Immeuble                              | 17 rue Caponière      | 49° 10′ 54″ nord, 0° 22′ 31″ ouest | « PA00111158 » | Inscrit        | 1973                | Immeuble                              |
| Manoir du Pont-Créon                  | 8 rue du Pont-Créon   | 49° 10′ 31″ nord, 0° 22′ 46″ ouest | « PA00111188 » | Inscrit        | 1927                | Manoir du Pont-Créon                  |
| Monastère de la Visitation (chapelle) | 3 rue de l'Abbatiale  | 49° 10′ 53″ nord, 0° 22′ 31″ ouest | « PA14000027 » | Inscrit        | 2002                | Monastère de la Visitation (chapelle) |

## Équipements
- Administration
  - Direction régionale des Affaires culturelles de Basse-Normandie, 13bis rue Saint-Ouen
  - Police Municipale, esplanade Jean-Marie Louvel
  - Archives municipales, rue Lebailly
  - Hôtel de ville de Caen, esplanade Jean-Marie Louvel
- Cultes
  - Église Saint-Étienne
  - Église Saint-Ouen
- Culture
  - Musée d'initiation à la nature, enceinte de l'Abbaye aux Hommes
  - Conservatoire à rayonnement régional et Orchestre de Caen, 1 Rue du Carel
  - Centre chorégraphique national de Caen Basse-Normandie, Halle aux granges, 15 rue du Carel
- Enseignement
  - École maternelle Duc Rollon, 10 impasse Duc Rollon
  - Jean Guehenno, 14 rue du Pont Créon
  - Lycée Malherbe, 14 avenue Albert Sorel
- Santé
  - Établissement public de santé mentale de Caen, 93 rue Caponière
- Sport
  - Halles aux Granges, 15 rue du Carel
  - Stade Hélitas, 10 avenue Albert Sorel